# Weltblutspendetag

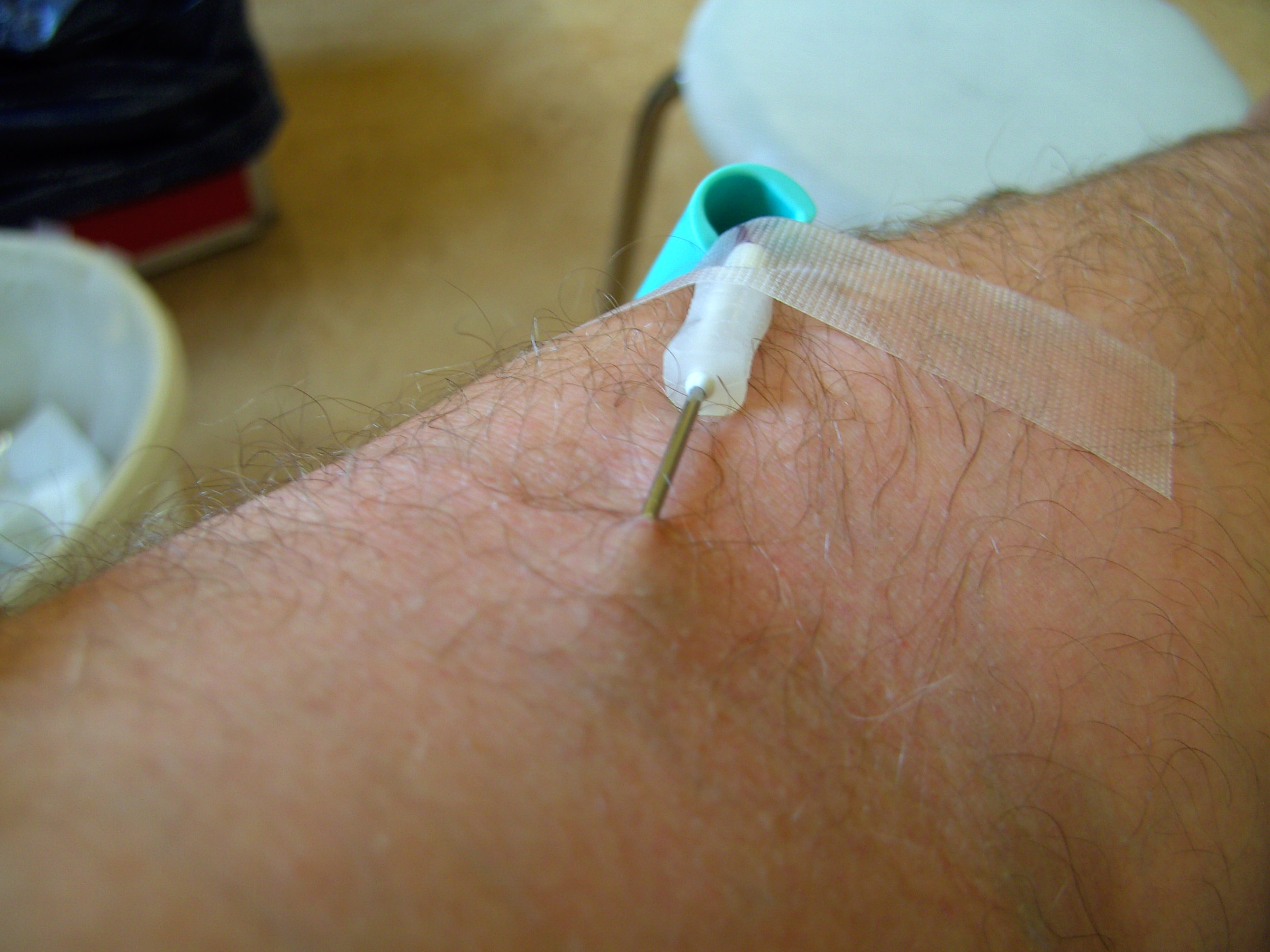
Durchführung einer Blutspende

Der Weltblutspendetag (englisch World Blood Donor Day, französisch Journée mondiale du donneur de sang, in Deutschland auch Weltblutspendertag genannt) wird am 14. Juni begangen.
Am 14. Juni 1868 wurde Karl Landsteiner, der Entdecker der Blutgruppen, geboren.
Der Weltblutspendetag wurde im Jahr 2004 von vier internationalen Organisationen ausgerufen, die sich für sicheres Blut auf der Basis freiwilliger und unentgeltlicher Blutspenden einsetzen: Weltgesundheitsorganisation (WHO), Internationale Organisation der Rotkreuz- und Rothalbmondgesellschaften, International Society of Blood Transfusion und International Federation of Blood Donor Organizations.
Der Tag soll Menschen daran erinnern, dass Menschen mit Blutverlust (z. B. Gebärende und Unfallopfer) Blutspenden benötigen. Einige Empfängergruppen benötigen Vollblutspenden; andere benötigen einzelne Blutbestandteile, z. B. Erythrozyten (rote Blutkörperchen), Thrombozyten (Blutplättchen), Blutplasma (siehe Plasmaspende) oder Stammzellen.

## Motto
Jährlich wird von der Weltgesundheitsorganisation ein Motto (auf Englisch und in deutscher Übersetzung) veröffentlicht.
| Jahr | Motto englischsprachig                                                  | Motto deutschsprachig                                                         |
| ---- | ----------------------------------------------------------------------- | ----------------------------------------------------------------------------- |
| 2025 | Give blood, give hope: together we save lives.                          | Mit Blutspenden Leben schenken.                                               |
| 2024 | 20 years of celebrating giving: thank you blood donors!                 |                                                                               |
| 2023 | Give blood, give plasma, share life, share often.                       |                                                                               |
| 2022 | Donating blood is an act of solidarity. Join the effort and save lives. | Blutspenden ist ein Akt der Solidarität. Machen Sie mit und retten Sie Leben. |
| 2021 | Give blood and keep the world beating                                   | Spende Blut und halte die Welt am Laufen                                      |
| 2020 | Safe Blood Saves Lives                                                  | Sicheres Blut rettet Leben                                                    |
| 2019 | Safe Blood for all                                                      | Sicheres Blut für alle                                                        |
| 2018 | Be there for someone else. Give blood. Share life.                      | Sei für jemand anderen da. Spende Blut. Teile Leben.                          |
| 2017 | Give Blood. Give Now. Given Often                                       | Was kannst du tun? Spende Blut. Spende jetzt. Spende regelmäßig.              |
| 2016 | Blood connects us all                                                   | Blut verbindet uns. Teile Leben, spende Blut                                  |
| 2015 | Thank you for saving my life                                            | Deine Blutspende rettet Leben – Danke                                         |
| 2014 | Safe blood for saving mothers                                           |                                                                               |
| 2013 | Give the gift of life                                                   |                                                                               |
| 2012 | Every blood donor is a hero                                             |                                                                               |